# Кэнап, Робин
Робин Кэнап (англ. Robin Canup; род. 20 ноября 1968 США) — американский астрофизик и астроном. Занимается исследованием происхождения планет и их спутников. Лауреат премии Гарольда Юри за 2003 год.
Член Национальной академии наук США (2012).

## Биография
Известна благодаря своим исследованиям, посвящённым  моделированию сценариев столкновений планетарных объектов в рамках теории гигантского столкновения. Кэнап разработала уточнение этой модели, предполагающее, что Луна и Земля возникли в ходе многоэтапного процесса, начавшегося с соударения двух достаточно крупных планетных тел. В результате их повторного столкновения образовалась будущая Земля, вокруг которой вращалось кольцо из обломков, и они, в свою очередь, соединились, сформировав Луну. Робин является автором книги о происхождении Земли и Луны. Также она опубликовала теорию о происхождении Плутона и Харона.
Кэнап профессионально занималась балетом; она исполнила главную роль в комическом балете Коппелия через неделю после завершения работы над своей диссертацией.